# Corbeyrier
Corbeyrier (toponimo francese) è un comune svizzero di 440 abitanti del Canton Vaud, nel distretto di Aigle.

## Storia
Il comune di Corbeyrier è stato istituito nel 1828 per scorporo da quello di Aigle.

### Simboli
Lo stemma è stato adottato nel 1926. Gli smalti oro e nero sono quelli di Aigle, di cui Corbeyrier faceva parte. La testa di lupo si riferisce ad un'antica leggenda locale: si narra che uno dei numerosi lupi che un tempo vivevano nelle foreste del cantone, fu braccato dagli abitanti della vicina Leysin ma, dopo essere stato ferito, morì alle porte di Corbeyrier. Gli abitanti del paese ne rivendicarono l'uccisione e il premio in denaro che ne derivava e da allora sono chiamati Voleurs-de-Loup o Robaleux (lè Robâ-Lâo in dialetto locale), cioè "ladri di lupi".

## Monumenti e luoghi d'interesse
- Cappella cattolica, eretta nel 1902[1];
- Cappella riformata, eretta nel 1908[1].

## Società

### Evoluzione demografica
L'evoluzione demografica è riportata nella seguente tabella:
Abitanti censiti

## Amministrazione
Ogni famiglia originaria del luogo fa parte del cosiddetto comune patriziale e ha la responsabilità della manutenzione di ogni bene ricadente all'interno dei confini del comune.